# Valdeno Brito
Valdeno Brito (Campina Grande, 29 de junho de 1974) é um piloto brasileiro de automobilismo.

## Carreira
Valdeno Brito entrou na Stock Car em 2004 e foi eleito o novato do ano. Em sua segunda temporada, conseguiu bons resultados, com três pódios. Em 2007, classificou-se para o playoff e terminou a temporada na sétima posição.
Em 2008 conquistou no Autódromo de Jacarepaguá no Rio de Janeiro sua primeira vitória na Stock Car, na denominada Corrida do Milhão. Voltou a ganhar em 2009 na segunda corrida da temporada, em Curitiba.
Em 2009 ficou fora da disputa pelo título após um incêndio em seu carro na segunda parte da classificação da etapa de Tarumã.

## Resultados na Stock Car
Corrida em negrito significa pole position; corrida em itálico significa volta mais rápida.
| Ano  | Equipe           | Carro           | 1       | 2       | 3       | 4      | 5       | 6       | 7     | 8      | 9       | 10      | 11      | 12    | Classificação | Pontos |
| ---- | ---------------- | --------------- | ------- | ------- | ------- | ------ | ------- | ------- | ----- | ------ | ------- | ------- | ------- | ----- | ------------- | ------ |
| 2007 | JF Racing        | Peugeot 307     | SAO 24  | CTB 20  | CGD Ret | SAO 13 | LON 2   | SCZ 4   | CTB 4 | BSB 29 | ARG 15  | TAR Ret | RIO 11  | SAO 2 | 7°            | 237    |
| 2008 | Andreas Mattheis | Chevrolet Astra | SAO Ret | BSB Ret | CTB 3   | SCZ 2  | CGD Ret | SAO Ret | RIO 1 | LON 16 | CTB 23  | BSB 27  | TAR 5   | SAO 6 | 5°            | 234    |
| 2009 | RCM Motorsport   | Peugeot 307     | SAO 11  | CTB 1   | BSB 10  | SCZ 6  | SAO Ret | SAL 7   | RIO 8 | CGD 4  | CTB Ret | BSB 5   | TAR DNS | SAO   | 8º*           | 235*   |